# Navajo Generating Station

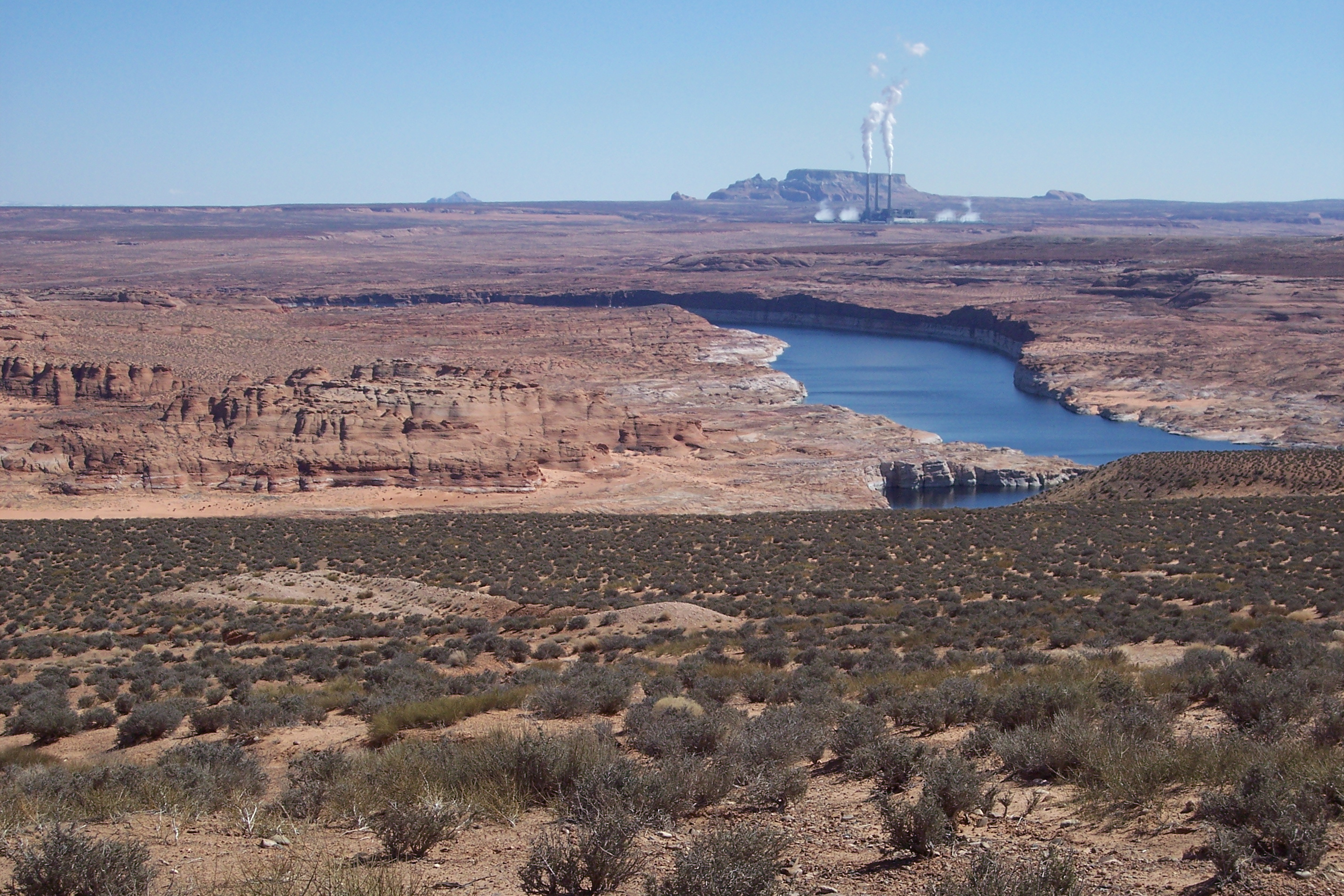
Colorado-Fluss und Kohlekraftwerk

Die Navajo Generating Station war ein US-amerikanisches Kohlekraftwerk in der Navajo Nation Reservation, in der Nähe von Page im Bundesstaat Arizona. Das Kraftwerk mit einer Leistung von 2250 Megawatt versorgte Kunden in Arizona, Nevada und Kalifornien mit Strom. Zudem wurde die Energie genutzt, um 1,85 Mio. m³ Wasser jährlich aus dem Colorado River für das Central Arizona Project nach Zentral- und Südarizona zu pumpen. Die drei Schornsteine wurden am 18. Dezember 2020 gesprengt.

## Geschichte des Kraftwerks
In den 1950er- und 1960er-Jahren entstand im Südwesten der USA durch die wachsende Bevölkerungszahl in den Bundesstaaten Kalifornien, Arizona und Nevada der Bedarf für neue Kraftwerke. Zudem benötigte das US Bureau of Reclamation eine große Energiequelle für den Betrieb der Pumpen des geplanten Central Arizona Projects (CAP).
Zu Anfang wurden verschiedene Projekte zur Stromerzeugung in Betracht gezogen. Hierzu gehörten insbesondere Pläne zum Bau der Staudämme Bridge Canyon und Marble Canyon am Colorado. Aufgrund der Nähe der Dämme zum Grand Canyon wurde jedoch Widerstand geleistet, zuerst vom National Park Service, und dann deutlich energischer durch eine Koalition verschiedener Umweltgruppen, die den Bau eines Kohle- oder Atomkraftwerkes als Alternative vorschlugen. In der Folge wurde der Vorschlag zum Bau der Staudämme zurückgezogen und durch das Navajo Power Project ersetzt. Dieses bestand aus der Navajo Generation Station, einem Kohletagebau bei Kayenta, der Bahngesellschaft Black Mesa and Lake Powell Railroad, die Tagebau und Kraftwerk verbindet sowie einer ca. 1.300 km langen 500-kV-Hochspannungsleitung.
Der ausgewählte Standort liegt ca. 10 km östlich des Glen Canyon Dam und ungefähr 5 km südlich des Lake Powell in unmittelbarer Nähe zum Lower Antelope Canyon auf einer Fläche von 7,23 km², die von der Navajo Nation gepachtet wurde. Standortfaktoren waren in erster Linie das verfügbare Wasser für die Kühlung sowie die relative Nähe zum Tagebau. Die Ortschaft Page und der U.S. Highway 89 boten zudem eine bereits existierende Infrastruktur, die eine Grundlage für den Bau und den Betrieb des Projektes bot. Die Aufträge für Planung und Bau des Kraftwerkes wurden an die Bechtel Corporation vergeben, die Arbeiten begannen im April 1970. Die Kraftwerksblöcke 1, 2 und 3 wurden in den Jahren 1974, 1975 und 1976 zu einem Gesamtpreis von etwa 650 Millionen US-Dollar fertiggestellt.
Zwischen 1977 und 1990 wurden auf Basis der Ergänzung des Clean Air Act für den Schutz der Sichtverhältnisse in Nationalparks von der Environmental Protection Agency (EPA), dem Salt River Project und anderen Dienststellen verschiedene Studien über die möglichen Auswirkungen der Emissionen der Navajo Generating Station auf schützenswerte Gebiete erstellt.
Die Studien fanden ihren Höhepunkt mit dem Winter Haze Intensive Tracer Experiment (WHITEX) und der Navajo Generating Station Visibility Studie (NGSVS). Diese Studien lieferten das Ergebnis, dass die Kontrolle und Reduzierung des Schwefeldioxid-Ausstoßes die winterlichen Sichtverhältnisse im Grand Canyon zwischen 2 und 7 % verbessern könnte. Daraufhin erließ die EPA Vorschriften, die eine Reduzierung des Ausstoßes um 70 % verlangten. Die Betreiber und Umweltschützer handelten jedoch eine Vorgehensweise aus, die einen noch höheren Grad an Umweltschutz mit niedrigeren Kosten verbinden konnte. Es wurde vereinbart, dass im Jahresdurchschnitt der Ausstoß von Schwefeldioxid bis zum Jahre 1999 um 90 % gesenkt werden sollte. Die EPA akzeptierte diesen Vorschlag und passte ihre Vorschriften entsprechend an. Das Kraftwerk wurde mit Rauchgasentschwefelungsanlagen ausgestattet, deren Planung durch die Firma Stone & Webster 1994 begann und die für die Blöcke 3, 2 und 1 in den Jahren 1997, 1998 und 1999 fertiggestellt wurden. Die Gesamtkosten für die Reinigungsanlage lagen bei ungefähr 420 Mio. US-Dollar.
Aufgrund einer 2007 durchgeführten Untersuchung zur Belastung durch Stickoxide wurde der Clean Air Act um weitere Vorschriften ergänzt. Die Studie empfahl neue Feuerungstechniken mit niedrigem Stickoxid-Ausstoß. In der Folge wurden die Blöcke 3, 2 und 1 der Jahre 2009, 2010 und 2011 mit entsprechenden Verbrennungssystemen ausgerüstet. Hierzu war jeweils eine achtwöchige Betriebspause in den Monaten Februar und März notwendig.
2017 kündigten die Eigentümer Salt River Project (SRP), Arizona Public Service Co., Tucson Electric Power Co. und NV Energy an, das Kraftwerk Ende 2019 zu schließen. Nachdem mehrere Bieter Interesse an einer Übernahme bekundet hatten, sich dann aber zurückzogen, blieb als einziger Kandidat für den Weiterbetrieb die Navajo Transitional Energy Company übrig. Ende März 2019 gab auch die NTEC den Übernahmeplan auf, und am 18. November 2019 wurde das Kraftwerk stillgelegt.